# Mascota (Jalisco)
Mascota é um município do estado de Jalisco, no México.
Em 2005, o município possuía um total de 13.136 habitantes.